# Victimele Holocaustului
| Victime                        | Uciși            | Sursa             |
| ------------------------------ | ---------------- | ----------------- |
| Evrei                          | 5–6 milioane     | [ 1 ]             |
| Cetățeni sovietici             | 4,5 milioane     | [ 2 ]             |
| Prizonieri de război sovietici | 2,8–3.3 milioane | [ 3 ]             |
| Polonezi                       | 1,8–3 million    | [ 4 ] [ 5 ] [ 6 ] |
| Sârbi                          | 300.000–600.000  | [ 7 ] [ 8 ]       |
| Invalizi                       | 270.000          | [ 9 ]             |
| Romi                           | 130.000–500.000  | [ 10 ] [ 11 ]     |
| francmasonii                   | 80.000–200.000   | [ 12 ] [ 13 ]     |
| Sloveni                        | 20.000–25.000    | [ 14 ]            |
| Republicanii Spanioli          | 7.000            | [ 15 ]            |
| Homosexuali                    | 5.000–15.000     | [ 16 ]            |
| Martorii lui Iehova            | 1.250–5.000      | [ 17 ]            |

Victimele Holocaustului au fost persoane care au fost vizate de guvernul Germaniei naziste pentru diverse practici discriminatorii datorită etniei, religiei, convingerilor politice sau orientării sexuale. Aceste practici instituționalizate au ajuns să fie numite „Holocaustul” și au început cu discriminarea socială legalizată împotriva anumitor grupuri și spitalizarea involuntară, eutanasia și sterilizarea forțată a celor considerați inepuizați din punct de vedere fizic sau mental pentru societate. Aceste practici au evoluat în timpul celui de-al doilea război mondial pentru a include incarcerarea, confiscarea proprietății, munca forțată, sclavia sexuală, experimentele medicale și moartea prin muncă excesivă, subnutriție și executare printr-o varietate de metode, cu genocidul diferitelor grupuri obiectivul principal.
Potrivit Muzeului Memorial al Holocaustului din Statele Unite (USHMM), memorialul oficial al Holocaustului, „Holocaustul a fost uciderea a șase milioane de evrei și a altor milioane de alții de către naziști și colaboratorii lor în timpul celui de-Al Doilea Război Mondial” . Muzeul pune numărul total de asasinați în timpul Holocaustului la 17 milioane: 6 milioane de evrei și 11 milioane de alții.

## Legături externe
- Non-Jewish Victims of Persecution in Nazi Germany Arhivat în 23 octombrie 2016, la Wayback Machine. on the Yad Vashem website
- The Central Database of Shoah Victims' Names
- Stills from Soviet documentary "The Atrocities committed by German Fascists in the USSR" ((1); (2); (3))
- Slide show "Nazi Crimes in the USSR (Graphic images!)"
- Yahad in Nunum on Shoah victiums Arhivat în 17 august 2016, la Wayback Machine.
- 'Chronicles of Terror' testimony database